# 63ª Brigata Garibaldi "Bolero"
La 63ª Brigata Garibaldi "Bolero" fu una brigata partigiana operante nel bolognese. Fu inizialmente guidata  da Corrado Masetti (Bolero), ed a lui intitolata dopo la sua morte.

## Attività

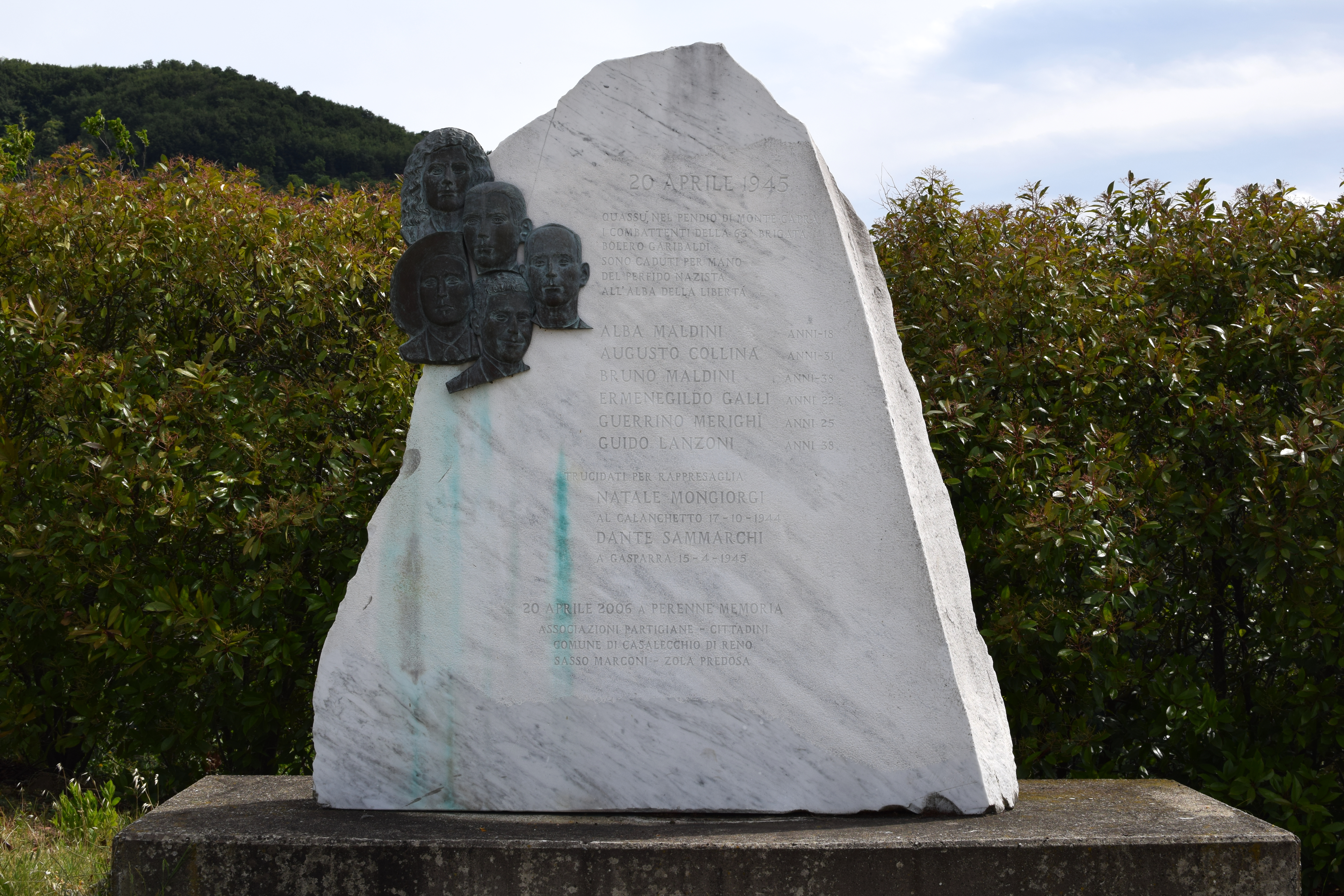
Cippo dedicato alla memoria dei morti della Brigata Bolero durante la battaglia di Monte Capra.

La 63ª Brigata Garibaldi fu costituita tra la primavera e l'estate del 1944 con l'accorpamento di vari gruppi armati attivi ad ovest di Bologna, dei quali i principali erano quelli guidati da Amleto Grazia e Monaldo Calari. Guidata da Corrado Masetti, nell'autunno era composta da più di 230 uomini, numerosi dei quali erano disertori dell'esercito tedesco ed ex prigionieri sovietici.
All'inizio di ottobre fu attaccata a Rasiglio dai tedeschi e subì gravi perdite, mentre alla fine del mese un distaccamento del comando, inviato a Bologna alla guida di Masetti e Calari, fu distrutto dalle SS a Casteldebole. La brigata fu ricostituita durante l'inverno come 3ª Brigata Garibaldi "Nino Nannetti": il comandante era Renato Capelli, arrestato a marzo e sostituito da Beltrando Pancaldi, mentre commissario politico era Raffaele Vecchietti. All'inizio di aprile la brigata, che assunse la numerazione e la denominazione definitive, fu organizzata in sei battaglioni intestate ai caduti Nello Zini, Gastone Sozzi, Angelo Artioli, Umberto Armaroli, Antonio Marzocchi e Monaldo Calari ed inquadrata nella divisione Bologna montagna "Lupo".
Complessivamente, nella brigata militarono 1 548 partigiani e 706 patrioti, e si registrarono 242 caduti e 69 feriti.